# Rachelle Ferrell
Pour les articles homonymes, voir Ferrell.
Rachelle Ferrell est une chanteuse et musicienne américaine née le 21 mai 1964 à Berwyn en Pennsylvanie (États-Unis). Même si sa carrière englobe de nombreux genres musicaux dont la soul, le gospel, la pop ou le classique, elle est surtout reconnue pour ses talents d'artiste jazz.

## Biographie
Rachelle Ferrell commence à chanter à l'âge de six ans, contribuant au développement de son impressionnant ambitus vocal (on parle de six octaves, ce qui est improbable et d'ailleurs non démontré, mais il serait de près de cinq octaves, ce qui est déjà énorme). Elle reçoit également un apprentissage du violon classique dès son plus jeune âge et, à son adolescence, elle est déjà capable de jouer du piano à un niveau professionnel. Elle suit ensuite les cours de la Berklee College of Music à Boston, où elle aiguise ses talents musicaux d'arrangeuse, de chanteuse et de compositrice.
Entre 1975 et 1990, Rachelle Ferrell est choriste pour Lou Rawls, Patti LaBelle, Vanessa Williams ou George Duke. Son premier album, First Instrument, paraît en 1990 au Japon, cinq ans avant sa sortie aux États-Unis, enregistré avec le bassiste Tyrone Brown, le pianiste Eddie Green et le batteur Doug Nally, cet album laisse également de la place à la crème des musiciens de jazz. Ainsi, le trompettiste Terence Blanchard, les pianistes Gil Goldstein et Michel Petrucciani, les bassistes Kenny Davis et Stanley Clarke, le saxophoniste ténor Wayne Shorter et le claviériste Pete Levin viennent y ajouter leur griffe. Sa façon unique de revisiter des standards comme "You Send Me" de Sam Cooke, "What Is This Thing Called Love" de Cole Porter ou "My Funny Valentine" de Rodgers & Hart.

## Discographie
| Année | Titre                                              | Label             |
| ----- | -------------------------------------------------- | ----------------- |
| 2002  | Live at Montreux 91-97 [Live]                      | Blue Note Records |
| 2000  | Individuality (Can I Be Me?)                       | Capitol           |
| 1994  | Nothing Has Ever Felt Like This, avec Will Downing | Capitol           |
| 1993  | Welcome to My Love                                 | Capitol           |
| 1992  | Rachelle Ferrell                                   | Capitol/EMI       |
| 1992  | Til You Come Back to Me                            | Capitol           |
| 1990  | Somethin' Else                                     | Blue Note Records |
| 1990  | First Instrument                                   | EMI (Japan)       |